# Altenaer Baugesellschaft
Die Altenaer Baugesellschaft Aktiengesellschaft (ABG) ist ein Wohnungsunternehmen in Nordrhein-Westfalen mit Sitz in der Stadt Altena im Sauerland. Die Aktionäre der Gesellschaft sind mehrere Unternehmen aus der Region sowie die Stadt Altena. Die ABG vermietet vor allem privaten Wohnraum in Altena.

## Geschichte

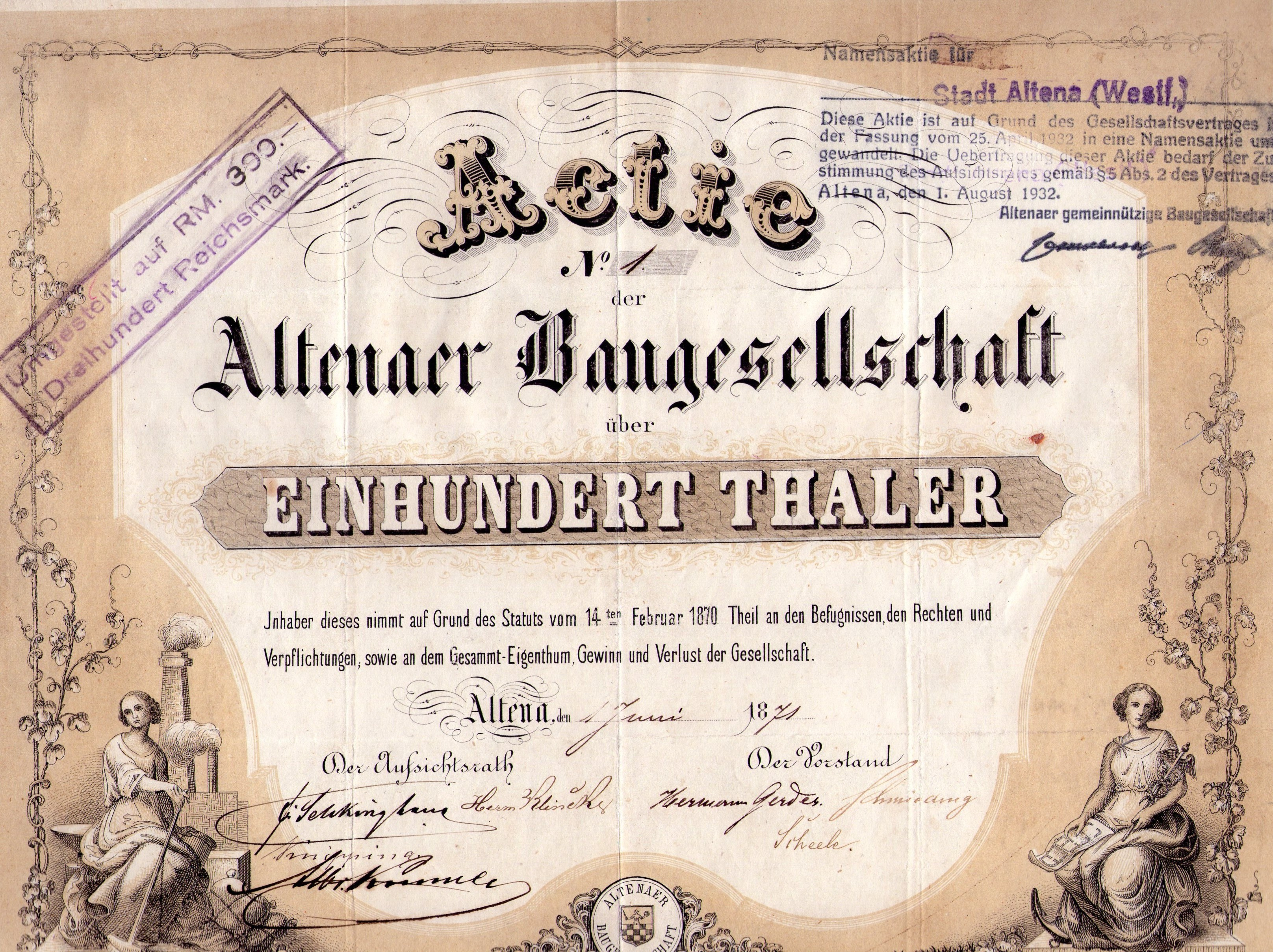
Erste Aktie der Baugesellschaft

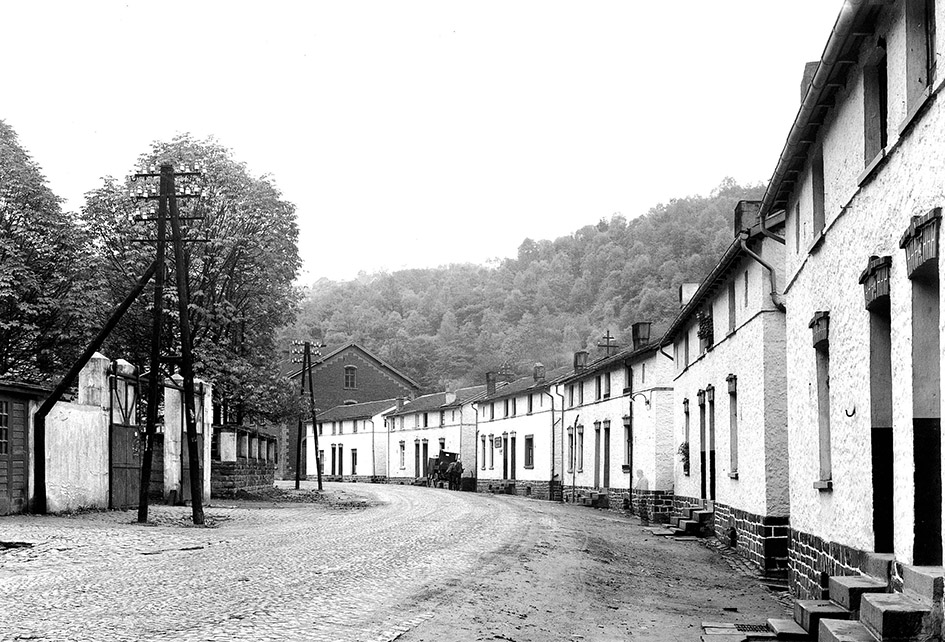
Denkmalgeschützte Häuser (1871/72) des Unternehmens

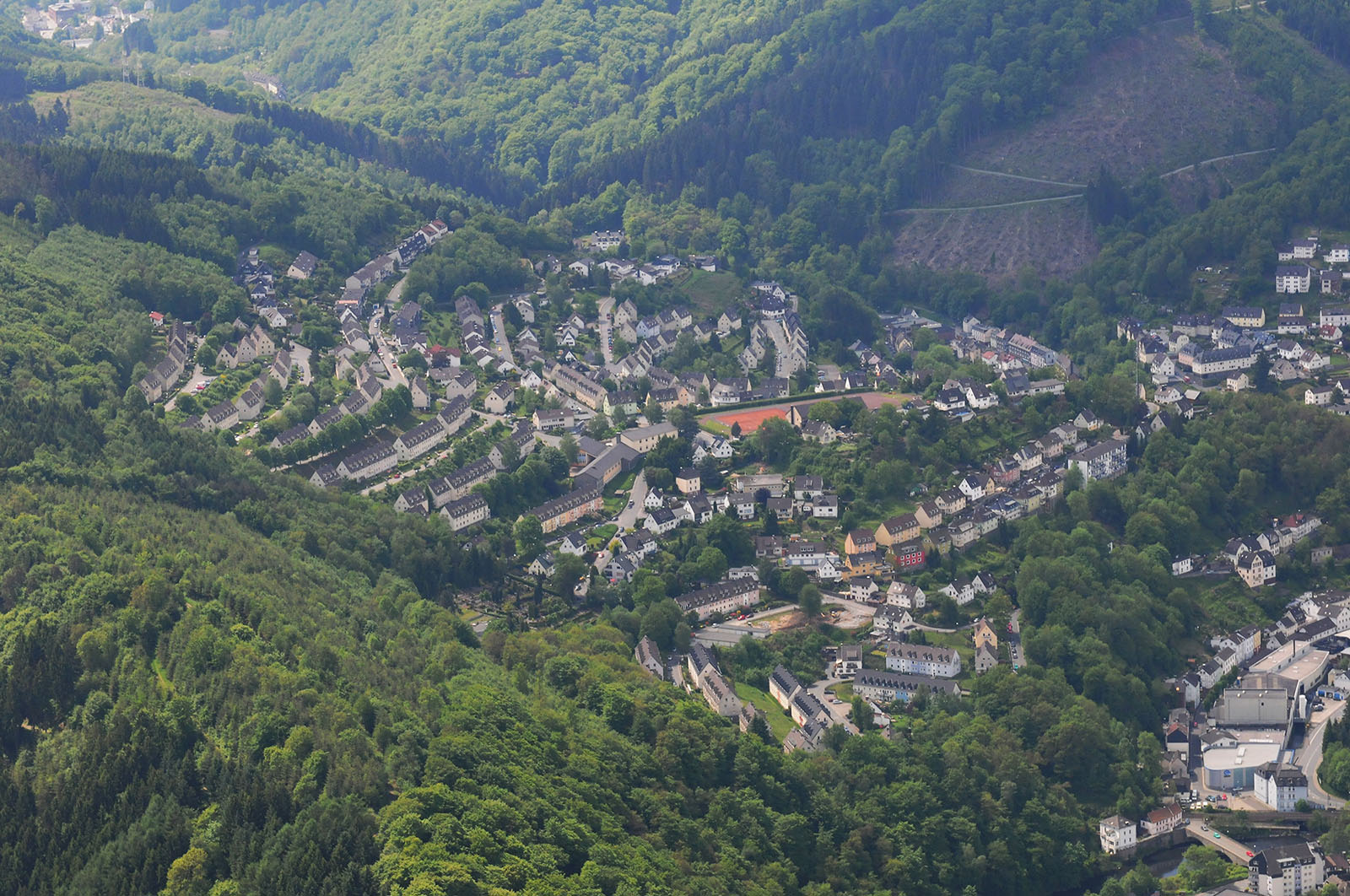
Im Ortsteil Breitenhagen hat das Unternehmen seinen größten Bestand.

### Gründung und Entwicklung bis 1900
Die Altenaer Baugesellschaft wurde am 14. Februar 1870 unter der Leitung von Altenaer Industriellen gegründet. Das Aktienkapital dazu betrug 20.000 Taler. Den ersten Vorstand bildeten Hermann Gerdes, Bürgermeister Schmieding, Wilhelm Koch, Kreisbaumeister Scheele, Fabrikant Gustav Selve, Julius Gerdes sowie Apotheker Feldhaus. Damit ist die Altenaer Baugesellschaft das älteste noch existierende Wohnungsunternehmen in Nordrhein-Westfalen und gehört zu den fünf ältesten in der Bundesrepublik Deutschland.
Die Gründung der Altenaer Baugesellschaft vollzog sich vor dem Hintergrund eines ausgeprägten Wohnungsmangels und -elends in der Region. Seit dem Mittelalter war die Stadt Zentrum der deutschen Drahtherstellung, durch die industrielle Revolution Mitte des 19. Jahrhunderts kam es zu einem enormen Anstieg des Bedarfs an Arbeitskräften. Das schmale Lennetal und die gleichfalls schmalen Seitentäler mit den zahlreichen Kleinbetrieben schränkten im 19. Jahrhundert den Bau von Wohnhäusern stark ein. Die Arbeiter lebten auf engstem Raum zusammen. Die Folgen der Wohnverhältnisse waren Verwahrlosung und die Ausbreitung von Krankheiten wie Lungenschwindsucht, Rachitis und Diphtherie. Deshalb wurden dringend neue und preiswerte Wohnungen für die damals über 7 000 Einwohner zählende Stadt gebraucht.
Die Eintragung der Gesellschaft unter der Nummer 172 des Gesellschaftsregisters des damaligen Königlichen Kreisgerichts in Lüdenscheid erfolgte erst am 25. März 1871, nach Beendigung der Kampfhandlungen des Deutsch-Französischen Krieges.
In den ersten beiden Jahren der Gesellschaft entstanden an der Werdohler Straße 16 Arbeiterwohnhäuser mit 32 Wohnungen. Einige dieser Häuser stehen heute wegen ihres Vorbildcharakters und ihrer sozialen Bedeutung in der Denkmalliste der Stadt Altena. Bereits 1872 überstieg die Nachfrage das Wohnungsangebot der Baugesellschaft – trotz relativ hoher Kauf- und Mietkosten. Im Folgejahr wurde in der Westiger Straße mit dem Bau von weiteren 14 Häusern mit 28 Wohnungen begonnen. 1874 entstanden an der Lüdenscheider Straße 2 Häuser mit 4 Wohnungen; zwischen 1875 und 1877 errichtete die Gesellschaft 28 Häuser mit 56 Wohnungen an der Oberstraße, der heutigen Jahnstraße. Acht Jahre nach ihrer Gründung hatte die Gesellschaft 60 Häuser mit 120 Wohnungen in Altena errichtet.
Am 4. Juli 1877 wurde schließlich die Namensänderung von „Altenaer Baugesellschaft“ in „Altenaer gemeinnützige Baugesellschaft“ in das Handelsregister Iserlohn eingetragen. Um neues Bankkapital zu gewinnen, wurden in den Jahren 1879 bis 1899 bis auf 16 Wohnungen alle fertiggestellten Objekte schrittweise veräußert. So konnten in einer beginnenden zweiten Bauphase neue Häuser in der Westiger Straße und der Nettestraße errichtet werden.

### Entwicklung im 20. Jahrhundert
In den Jahren 1900 bis 1907 befanden sich 20 Häuser mit 61 Wohnungen im Besitz der Gesellschaft. Sie schloss sich im selben Zeitraum den gemeinnützigen Wohnungsbauorganisationen der Provinz Westfalen an. Ein Antrag auf Umwandlung der Baugesellschaft in eine Genossenschaft wurde 1907 von der Organen der Gesellschaft abgelehnt. Ab 1908 entwickelte sich eine engere Zusammenarbeit mit der Stadt Altena, als die Kommune erstmals eine Bürgschaft über ein Darlehen für die Baugesellschaft übernimmt. So trat der Stadtbaumeister in den Vorstand ein. Die Zahl der Bewohner der Stadt hatte sich gegenüber 1870 inzwischen auf über 14 000 nahezu verdoppelt. Die Baugesellschaft erweiterte ihre Bautätigkeit erheblich. 1912 entstanden die ersten fünf Häusergruppen der Siedlung Knerling.
Nach Beginn des Ersten Weltkrieges wurde die Bautätigkeit eingestellt. Das Aktienkapital betrug zu diesem Zeitpunkt 93.000 Mark. Die Gesellschaft besaß nach dem Verkauf von zehn Wohnungen 1914 noch 65 Häuser mit 236 Wohnungen, während die Einwohnerzahl der Stadt Altena auf 15.738 angestiegen war. Nach dem Weltkrieg, im Jahr 1919, wurde das Aktienkapital auf 250.000 Mark erhöht. Die Stadt Altena erwarb einen Teil der neuen Aktien und wurde Anteilseigner. Im gleichen Jahr wurden in der Siedlung Knerling Wohnungen für „minderbemittelte“ Arbeiter und Beamte der Kommune eingerichtet.
Von 1920 bis 1937 entstanden unter Beteiligung der örtlichen Industriebetriebe, die zum Teil Anteilseigner der Baugesellschaft geworden waren, 40 Häusergruppen im Ortsteil Knerling im Stil einer Gartenstadt. Nach 2000 würdigte die Stadt Altena die besondere Struktur dieses Ortsteils, indem sie ihn vollständig unter Denkmalschutz stellte.
Auf Anordnung der Kreisleitung der NSDAP traten 1933 der Vorstand (6 Personen) und der Aufsichtsrat (7 Personen) zum Zwecke der Gleichschaltung zurück. Laut Beschluss des Regierungspräsidenten in Arnsberg vom 1. September 1933 wurde die Gesellschaft mit Wirkung vom 15. Oktober 1932 als gemeinnütziges Wohnungsunternehmen anerkannt. Ende 1934 umfasste der Hausbesitz der Gesellschaft 146 Häuser mit 538 Wohnungen. Im Zeitraum von 1935 bis 1938 konnten 43 Häuser mit 261 Wohnungen fertiggestellt werden. Die Baukosten für eine Dreizimmerwohnung (ca. 50 m²) lagen bei etwa 6.000 Reichsmark.
In den Jahren 1939/40 übergaben Altenaer Industrielle der Baugesellschaft kostenlos Grundstücke in der Gesamtgröße von 4.385 m², um den gemeinnützigen Wohnungsbau zu fördern. Die Baugesellschaft verfügte somit über ca. 77.000 m² baufreies Gelände. 1940 wurde das Grundkapital auf 475.000 Reichsmark, bereits ein Jahr später auf 750.000 Reichsmark erhöht. Anstelle des durch Tod ausgeschiedenen Vorstandsmitglieds Hermann Stromberg trat der bekannte Fabrikant Fritz Berg in den Vorstand ein.
Die Baugesellschaft errichtete 1942 Häuser in Halver und Meinerzhagen, die anschließend an andere Baugesellschaften verkauft. Zum Bestand gehörten zu dieser Zeit 991 eigene Wohnungen und 10 Läden.
Aufgrund des Zweiten Weltkriegs und der totalen Kriegführung wurden geplante Bauvorhaben bis 1945 aufgeschoben. Auch 1946 war der Bau von Wohnhäusern noch nicht möglich. Jedoch konnte mit Genehmigung des Aufsichtsrates und der Militärregierung für 200.000 Reichsmark ein Kindergarten am Knerling erbaut werden, der nach Fertigstellung an die Stadt veräußert und als Volksschule genutzt wurde.
Der Hausbesitz war nur in geringem Umfang von Kriegsschäden betroffen, die schon 1947/48 im Wesentlichen behoben waren. Schließlich kurbelten die Umsiedlungs- und Flüchtlingsprogramme und die große Wohnungsnot die Bautätigkeit der Gesellschaft an. Am Knerling, am Breitenhagen und an weiteren Orten in der Stadt werden 1950/51 insgesamt 22 Häuser mit 92 Wohnungen errichtet. Resultat der 1912 begonnenen Bautätigkeit am Knerling: 133 Häuser mit 575 Wohnungen, dazu eine Schule, ein Kindergarten, Gasthaus und Geschäfte. Der Knerling gilt als Muster einer geschlossenen Vorstadtsiedlung im Flachbau. 1952 bis 1954 erstrecken sich große Bautätigkeiten auf das Gelände am Breitenhagen, wo 517 Wohnungen entstehen. Die Errichtung einer Dreizimmerwohnung mit Bad in der Größe von etwa 50 m² kostete in diesen Jahren rund 15.000 D-Mark. Die Baugesellschaft besaß am 31. Dezember 1954 insgesamt 340 Häuser mit 1 530 Wohnungen und 12 gewerblichen Einheiten – Altena zählte inzwischen 23 397 Einwohner.
Die rege Bautätigkeit nahm auch 1955 ihren Fortgang. Der Mangel an Arbeitskräften und die Engpässe bei der Lieferung von Baustoffen machten sich deutlich bemerkbar und verlängerten die Bauzeiten, wodurch die Baukosten erheblich anstiegen. Die Gesellschaft verfügte nun über 198 000 m² baufreies Gelände. 1957 gaben verschiedene Unternehmer der Baugesellschaft Kredite, um im Gegenzug dafür bestimmte Wohnungen belegen zu können. Die Bautätigkeit hatte im Vergleich zu den Vorjahren nicht nachgelassen. 75 % der in den letzten Jahren erstellten Wohnungen wurden durch Sonderprogramme, wie Unterbringung von Flüchtlingen aus der SBZ beziehungsweise der DDR, Umsiedlungsmaßnahmen und Beseitigung von Notunterkünften, gefördert. Der Wohnungsbestand umfasste im Jahr 1957 insgesamt 351 Häuser mit 1 766 Wohnungen und 15 gewerblichen Einheiten.
Eine Personenbestandsaufnahme aus dem Jahre 1958 ergab, dass 6 661 Personen (28 % der Altenaer Bevölkerung) in Wohnungen der Baugesellschaft lebten. Der Anteil veränderte sich in den Folgejahren durch die Eingemeindung von Dahle, Evingsen und Teile der Gemeinde Lüdenscheid-Land. 1961 wurde durch die Baugesellschaft die Wohnungsnot als behoben angesehen. 1963 wurde am Breitenhagen nach 163 Häusern mit 953 Wohnungen die Bautätigkeit eingestellt. Am Pragpaul entstanden von 1961 bis 1965 insgesamt 43 Häuser mit 258 Wohnungen. 1965 verfügte die Altenaer Baugesellschaft über 443 Häuser mit 2 333 Wohnungen. Altena hatte zu diesem Zeitpunkt 24 104 Einwohner. Die durchschnittliche Monatsmiete betrug bei Altbauten 1,34 DM je m² und bei Neubauten 1,52 DM je m².
In den Jahren 1966/67 mussten jährlich für Instandhaltungen ca. 500.000 DM aufgebracht werden. Die Durchschnittsmiete für alle Bauten betrug nun 1,76 DM pro m² Wohnfläche. Im selben Jahr wurden 635.000 DM für Instandhaltungen ausgegeben, was 5,21 DM je m² Wohnfläche entsprach. Die Instandhaltungskosten stiegen im Folgejahr auf 781.728 DM, im Jahr 1974 auf 954.000 DM. In der Jahreshauptversammlung wurde 1975 eine Kapitalerhöhung um 250.000 DM auf 1.000.000 DM beschlossen.
Ab 1968 ruhte im Wesentlichen die Neubautätigkeit, da in Altena kaum noch bebauungsfähige Grundstücke vorhanden waren. Erst von 1977 bis 1980 entstanden im Baugebiet „Winters Wiese“ 15 Reiheneigenheime und 6 Eigentumswohnungen, die anschließend veräußert wurden. Ab Mitte der 1980er-Jahre erhielt die Modernisierung des Wohnungsbestandes hohe Priorität. Dies bedeutete vor allem den Einbau von isolierverglasten Fenstern, Gas-Etagenheizungen und Bädern. 1987 bis 1989 realisiert die Gesellschaft mit 16 Altenwohnungen und drei Sozialwohnungen in der Kirchstraße eines ihrer bis heute letzten Bauprojekte. Danach werden noch ganz vereinzelt öffentlich geförderte Wohnungen gebaut. 1989 verlegte die Baugesellschaft ihren Verwaltungssitz von der Gartenstraße in die Kirchstraße 9.
Die Hauptversammlung beschloss am 23. August 1990 die Namensänderung von „Altenaer gemeinnützige Baugesellschaft“ in „Altenaer Baugesellschaft AG“ (ABG). Zu diesem Zeitpunkt verfügte sie über 2 462 Wohnungen.
Mit Wirkung vom 1. August 1993 übernahm die Baugesellschaft 412 Wohnungen der Wohnungsbau- und Verwaltungs-GmbH (WBV), einer zum Konzern der Metallgesellschaft gehörenden Wohnungsgesellschaft. 262 dieser Wohnungen lagen im Stadtgebiet der Nachbargemeinde Werdohl. Die Metallgesellschaft gab im Gegenzug ihre Beteiligung von 16,08 % an der Altenaer Baugesellschaft auf, ihre Anteile wurden von zwei Altenaer Industrieunternehmen übernommen. Im 125. Jahr ihres Bestehens besitzt die ABG 1995 über 2 900 Wohnungen. Ende 2014 verkauft die ABG ihre Werdohler Bestände komplett.
In den 1990er-Jahren setzt ein tiefgreifender demografischer Wandel ein. Vor allem durch den schleichenden Niedergang der Metallindustrie nahm die Zahl der Einwohner der Stadt Altena ab. Binnen 20 Jahren sank die Zahl der Einwohner von 24 303 (1993) auf 17 595 (2014). Altena verzeichnete den schnellsten Bevölkerungsrückgang aller Kommunen in Nordrhein-Westfalen. Darauf reagierte die ABG mit einer Modernisierungs-, Service- und Vermietungsoffensive, um Bestandsmieter weiter zu halten und neue aus Altena und dem Umland zu gewinnen.

### 21. Jahrhundert
Ein 2012 veröffentlichter Wohnungsmarktreport der Landesentwicklungsgesellschaft (LEG) ermittelte für das Jahr 2009 für Altena einen Wohnungsleerstand von 8,5 %. Das Unternehmen reagierte durch Abrisse von Häusern und mit Privatisierungen. Außerdem wurden kleine Dachgeschosswohnungen stillgelegt. Ende 2008 listete der Geschäftsbericht der ABG den Rückbau von 68 Wohnungen sowie fünf Verkäufe auf.

## Tochterunternehmen
Die ABG hält 100 % der Anteile an der Wohnungs-Bau und Verwaltungs-GmbH (WBV). Die WBV verwaltet kleinere Wohnungsbestände für private und gewerbliche Kunden und hat keinen eigenen Grundbesitz. Die WBV wurde 1952 gegründet und verwaltete in früheren Jahren bis zu 2000 Wohnungen in ganz Nordrhein-Westfalen, darunter große Bestände der Metallgesellschaft und deren Tochter VDM.

## Aktueller Wohnungsmarkt

### Die Situation der ABG
| Jahr | Zahl der ABG-Wohnungen | Einwohnerzahl Altenas |
| ---- | ---------------------- | --------------------- |
| 1872 | 32                     | 7.122                 |
| 1914 | 236                    | 15.738                |
| 1942 | 991                    | 17.798                |
| 1954 | 1.530                  | 23.397                |
| 1965 | 2.333                  | 24.104                |
| 1976 | 2.333                  | 25.936                |
| 1990 | 2.462                  | 24.053                |
| 2000 | 3.004                  | 22.215                |
| 2012 | 2.198                  | 17.900                |
| 2015 | 1.910                  | 17.155                |

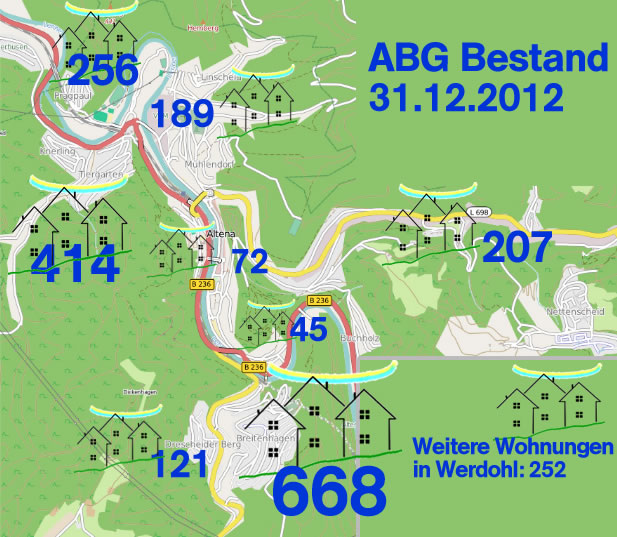
Verteilung der Wohnungen der Altenaer Baugesellschaft. Größter Bezirk ist der Breitenhagen.

Im Jahr 2012 war der ABG-Bestand an Wohnungen auf 2198 gesunken. Mit 668 Wohnungen lag der Schwerpunkt im Ortsteil Breitenhagen, gefolgt vom Knerling mit 414 Einheiten. Die Boom-Zeit der 1950er und 1960er Jahre hat das Angebot geprägt: Die klassische ABG-Wohnung misst knapp 60 Quadratmeter sowie im Dachgeschoss rund 38 Quadratmeter. Zusammenlegungen von kleinen Wohnungen schaffen jedoch inzwischen Spielraum auch auf dem höheren Niveau und immer häufiger unterschiedliche Wohnungsgrößen. Innentreppen ermöglichen die vertikale Fusion von Wohnungen. Die größten Wohnungen umfassen inzwischen 153 Quadratmeter.
Eine Erhebung der Altenaer Baugesellschaft spiegelt ein generelles Problem der Stadt: 40 % ihrer Mieter sind 60 Jahre oder älter.

### Blick auf die Stadt
Die Mieten in Altena sind insgesamt deutlich unter dem Landesniveau, wie zuletzt 2012 eine Studie der Landesentwicklungsgesellschaft zeigt. Demnach zählt der Märkische Kreis zu den günstigsten Gegenden Deutschlands. Am niedrigsten sind die Mieten im mittleren Kreisgebiet, wozu Altena gehört. Die günstigsten Wohnungen kosten 3,52 Euro Kaltmiete pro Quadratmeter. Der Durchschnitts-Mieter zahlt 4,15 Euro pro Quadratmeter.

## Kritik am Wohnungsbestand
In einem Bericht der Stadtverwaltung Altena aus dem Jahr 2007 wird festgestellt, dass das Unternehmen zwar „der größte Anbieter von Mietwohnungen“ in der Stadt sei, jedoch mehr als ein Drittel der Wohnungen aus den 60er und 70er Jahren stamme und als „seriell gefertigter Arbeiterwohnungsbau“ betrachtet werden müsse. Die Standardgrundrisse dieser Wohnungen würden „hinsichtlich Größe [durchschnittlich 57 m²] und Ausstattung“ nicht mehr den „heutigen Ansprüchen“ genügen, ebenso gäbe es Erneuerungsbedarf bei der Wärmedämmung. Damit würden „trotz eines strukturellen Wohnungsüberangebots attraktive Mietwohnungen für junge Familien“ fehlen.

## Denkmalbereich „Siedlung Knerling“

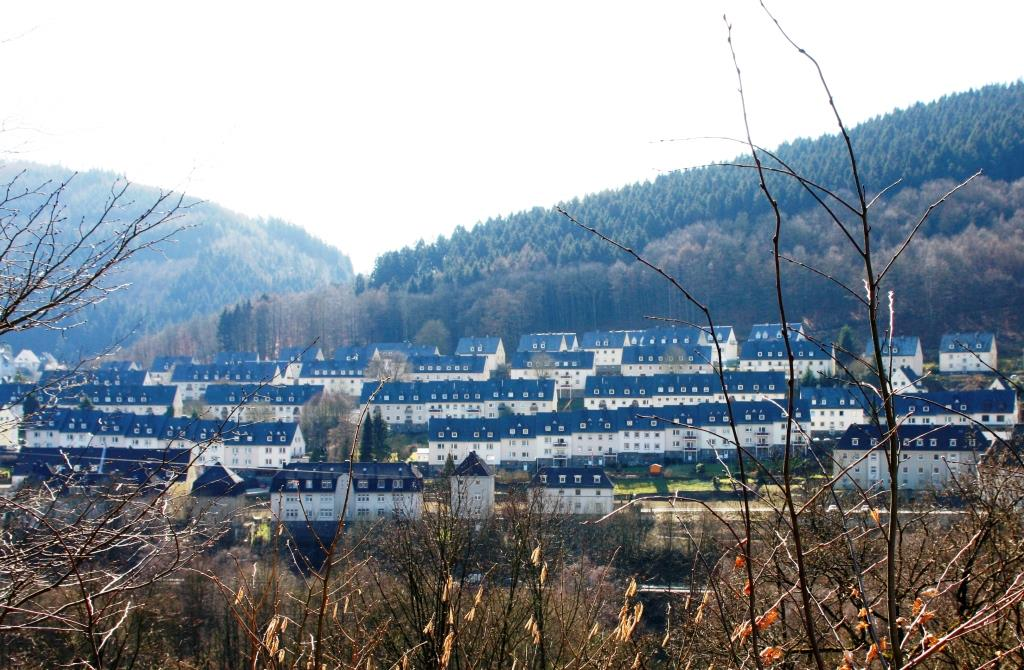
Blick auf Papenberg-Knerling

Am 29. April 2010 wurde die Knerling-Siedlung der Altenaer Gemeinnützigen Wohnungsbaugesellschaft nach § 5 DSchG mit 66 Häusergruppen unter Schutz gestellt. Gegen die im Jahr 2009 vorläufige Unterschutzstellung klagte die Altenaer Baugesellschaft beim Verwaltungsgericht.
Die endgültige Unterschutzstellung erfolgte aufgrund seiner städtebaulichen und architektonischen Bedeutung. Die Siedlung ist von 1912 bis 1955 organisch gewachsen und verkörpert – über die politischen Veränderungen in dieser Zeit hinaus – die Idee der Gartenstadt. Demzufolge wurden nicht nur die Gebäude, sondern auch die Wegenetze und Freiflächen unter Denkmalschutz gestellt.
Die ältesten Häuser – fünf Hausgruppen in der Straße am Knerling – wurden 1912 errichtet. Jede Wohneinheit verfügte über einen eigenen Abort und über eine eigene Wohnküche. Nach dem Ersten Weltkrieg engagierten sich ortsansässige Industriebetriebe und wurden zu Anteilseignern der Altenaer Wohnungsbaugesellschaft und die Siedlung wurde ausgebaut. Zwischen 1927 und 1937 entstanden der Großteil der Einfamilien-Doppelhäuser und Mehrfamilienhäuser unter Bauleitung der Westfälischen Heimstätte Dortmund, einem Organ der staatlichen Wohnungsfürsorge. Zur Ergänzung der Infrastruktur wurde 1927 ein Kaufhaus mit expressionistischen, spitzbogigen Schaufenstern sowie eine Kombination aus Geschäft und Gasthaus errichtet.
Nach dem Zweiten Weltkrieg wurde eine Schule in der Siedlung errichtet, die in den kommenden Jahren in Zusammenarbeit mit dem Bundesministerium für Verkehr, Bau und Stadtentwicklung zu einem Generationentreff umgebaut werden soll.
Unter Denkmalschutz wurden neben den Hausgrundrissen vor allem die architektonischen Elemente, wie die originalen Dachgauben, Haustüren, Fenster, die schiefergedeckten Krüppelwalm- oder Satteldächer sowie die Hauszeichen mit allegorischen Fabel- und Tierzeichnungen gestellt.